# Jan Ponsen
Jan Ponsen was een glasschilder in de Noord-Nederlandse stad Gouda.

## Biografische aantekeningen
Ponsen werkte op het eind van de 15e eeuw en het begin van de 16e eeuw in Gouda. Hij wordt meerdere malen in thesauriersrekeningen genoemd. Hij woonde, volgens de vermelding in Duizend jaar Gouda, in Gouda op de Achter de Vismarkt, nabij de Gouwe. In hetzelfde huis zou later ook de glaschilder Wouter Crabeth gaan werken en wonen. Later werd dit huis bewoond door de drukker Jasper Tournay. Ook zou Ponsen in Gouda op de hoek van de Korte Tiendeweg en de Stoofsteeg hebben gewoond. Volgens de Goudse geschiedschrijver De Lange van Wijngaarden en Kramm zou Ponsen, evenals Jacob Jansz. Coddesteyn, leermeester geweest zijn van de gebroeders Crabeth, de schilders van de gebrandschilderde ramen van de Goudse Sint-Janskerk. Hoewel zij zeker de voorlopers van de gebroeders Crabeth zijn geweest worden in Duizend jaar Gouda vraagtekens geplaatst of Ponsen en Coddesteyn daadwerkelijk hun leermeesters zijn geweest. Zelf zou Ponsen tien glazen hebben gemaakt voor het oude gebouw van de Goudse Doelen. Daarna volgde een opdracht voor nog zeven glazen voor de Doelen. Ook wordt hij genoemd als maker van diverse gebrandschilderde glazen in de Sint-Janskerk voor 1552. Deze kerk ging in 1552 in de vlammen op.